# 藤山爱一郎
藤山爱一郎（日语：藤山 愛一郎/ふじやま あいいちろう，1897年5月22日—1985年2月22日），日本的政治家、实业家。曾担任岸信介内阁的外务大臣，池田勇人和佐藤荣作内阁的经济企划厅长官。还曾担任过日中友好议员联盟会长、日本国际贸易促进协会访华代表团团长。

## 生平
1897年，出生。
1918年，退学，子承父业。
1945年，被占领军开除公职。
1950年，复出。
1951年，任日商会会长、日本航空会长。
1957年，任外务大臣。
1961年，任内阁府特命担当大臣。
1963年，任自民党主席。
1976年，退出政坛。
1985年，去世。